# 保育器

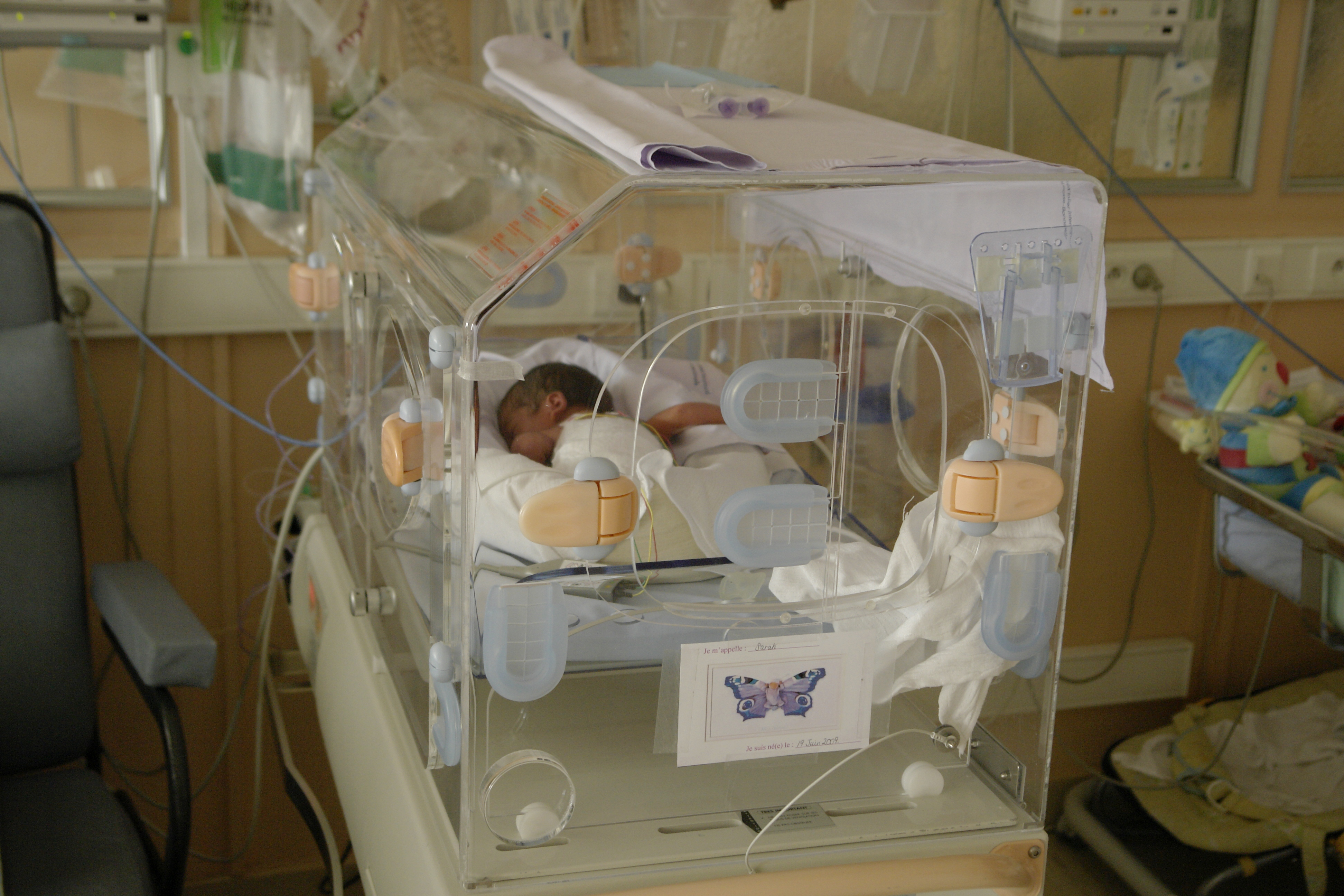
未熟児用保育器

保育器（ほいくき、baby incubator、Inkubator、またはincubateur、インキュベーター ）とは未熟児を保護して育てる医療機器である。 
容器内の湿度と温度を一定に保つことで未熟児が生存できる環境を作り出すことを基本としており、現代では酸素や栄養の供給からバイタル管理まで高度な乳幼児専用の生命維持装置の集合体によって構築されている。英語名のインキュベーターは卵を孵化させる孵卵器から取られた物である。

## 歴史
早産児向けの保育器を最初に開発したのは、パリ医大の教授/産科医院の医学アカデミーの学長である外科医助産師のステファン・タルニエ （1828-1897）だと言われているが明確な証拠はない。彼は、職人のインキュベーターをまだ非常に初歩的な地方の医師たち、たとえば、グートドレエ作品の創設者であるフェカンのドクターレオンデュフール（1856-1928）によって模倣された。  

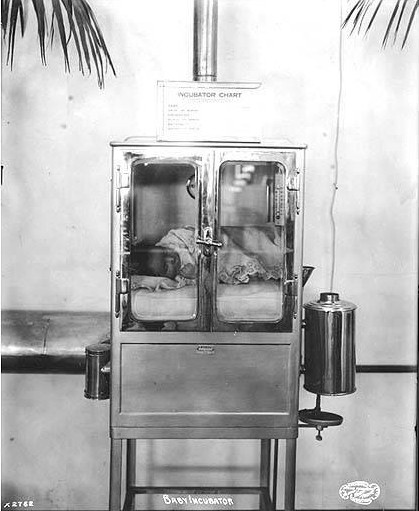
1909年の初期の保育器

初期の物は孵卵器で用いられていたお湯の温度を自動調節する装置を使って保育器の温度を一定に保ち続ける単純な装置だった。
世界で初めて実用化させたのはマーティン・クーニーというドイツ系ユダヤ人の医師だが、医療機関で実用化されたのではなく、アメリカニューヨーク市ブルックリン区の南端にあるコニーアイランド遊園地の見世物小屋で未熟児を見世物にするために使用された。 1900年代の医学界では当時優生学が盛んだった頃で、未熟児は育たないか成長しても虚弱児になってまともに生きられないと考えられており、乳児のうちに殺処分することが一般的だった。
1903年にクーニーは病院で処分される子供を引き取って保育器に入れて遊園地の見世物小屋で見世物にして見物料を治療費に当てる方法で1942年に見世物小屋が閉館されるまでに5000人以上の未熟児を救済した。アメリカの医師ジュリアス・ヘスと看護師イブリン・ランディーンはその臨床データを元に保育器の必要性を説き、アメリカ初めての乳幼児専門センターを開設した。
アメリカで多くの産婦人科・小児科で保育器の導入が始まると未熟児の生存率は劇的に向上した。 保育器の実用化によって未熟児が育たないことが迷信だったことが証明され、現代のように未熟児の医療体制が確立した。その成果から、ジュリアス・ヘスとイブリン・ランディーンはアメリカ新生児学の父と母と呼ばれるようになった。
コニーアイランド遊園地の見世物小屋が話題になるとルナパーク(en:Luna_Park_(Coney_Island,_1903))にも同様の施設が出来た、当時は遊園地の入場料が10セントに対して未熟児の見世物小屋の見物料は25セントと遊園地の中でも高い見世物だった。1944年8月に火災でルナパークが閉鎖されると保育器と未熟児達は小児科病院へ引き取られていった。同時期にコニーアイランドの未熟児も病院へ引き取られ遊園地の見世物小屋は無くなった。2020年現在もコニーアイランド遊園地にはDrクーニーの写真と業績が展示されている。
現代の保育器は1950年代に小児科医によって作り直された物で、温度の制御、感染のリスクの防止、および各種医療リソースを提供している。

## 保育器

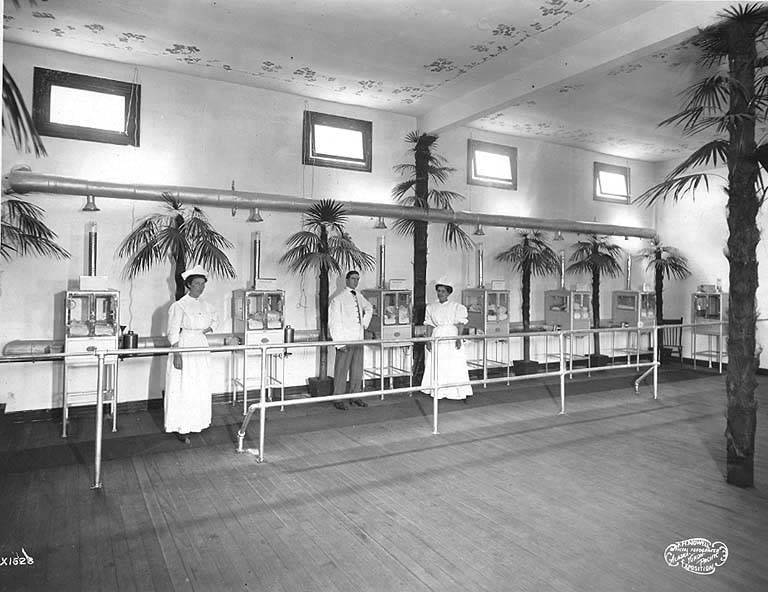
1909年にコニーアイランド遊園地で開催された未熟児展示会
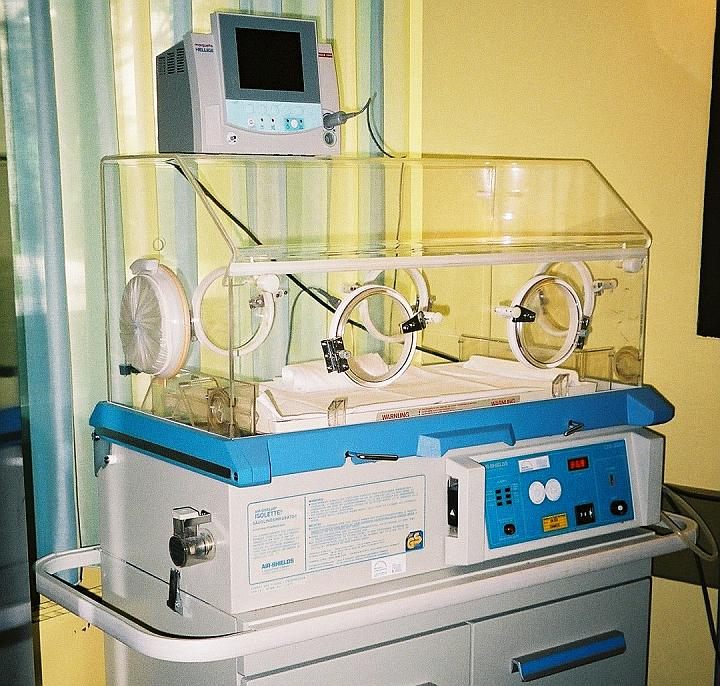
乳児用保育器
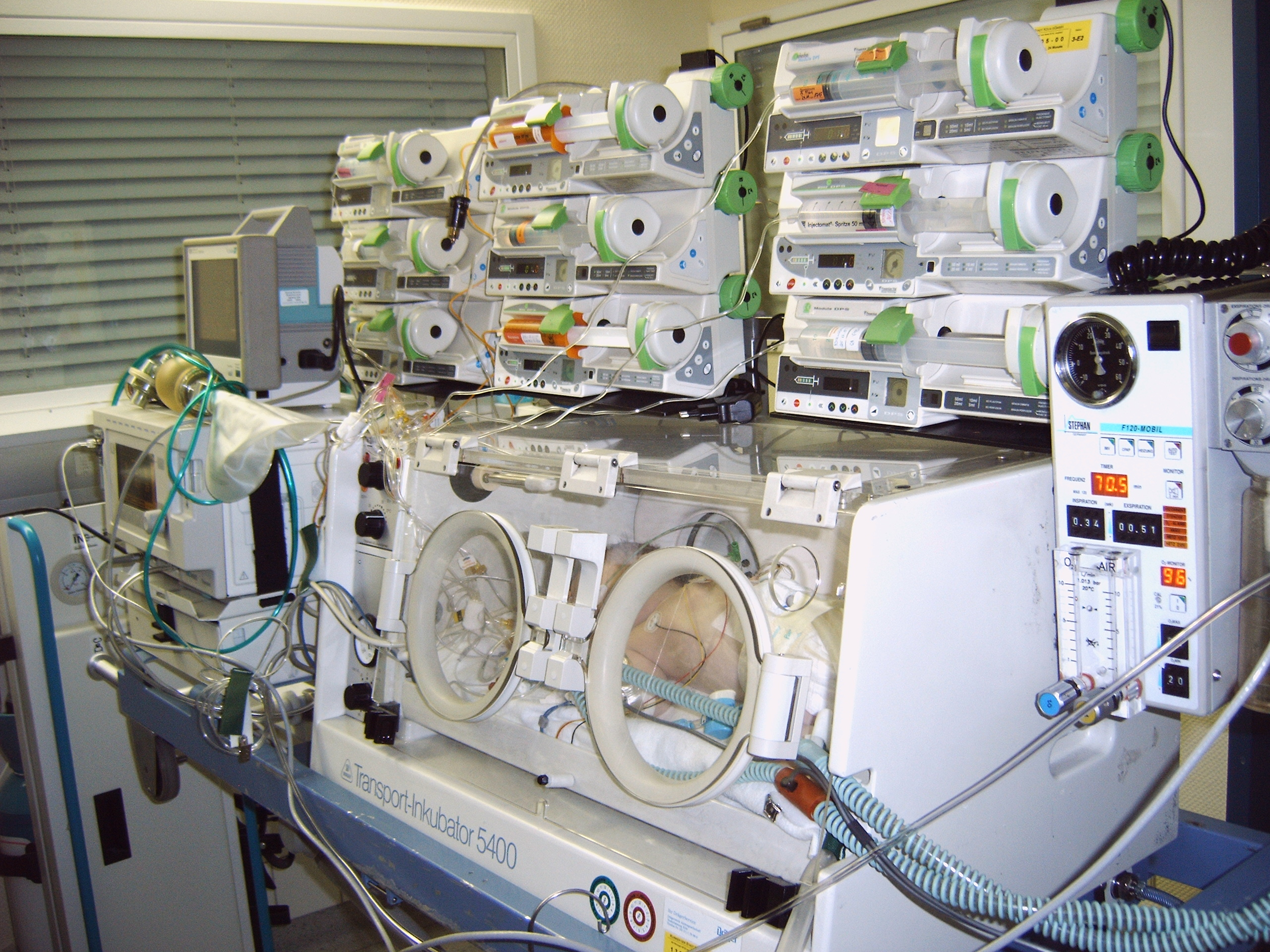
集中治療を必要とする未熟児および新生児のための移動型保育器
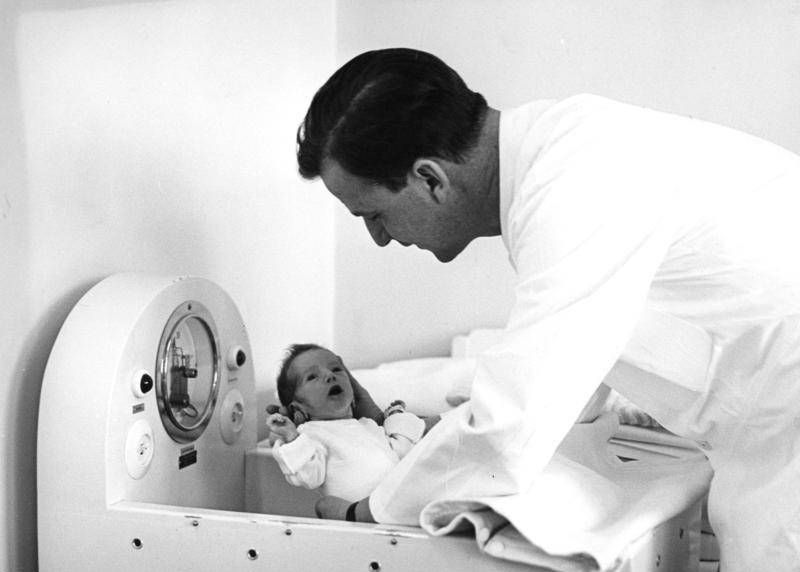
1960年の保育器
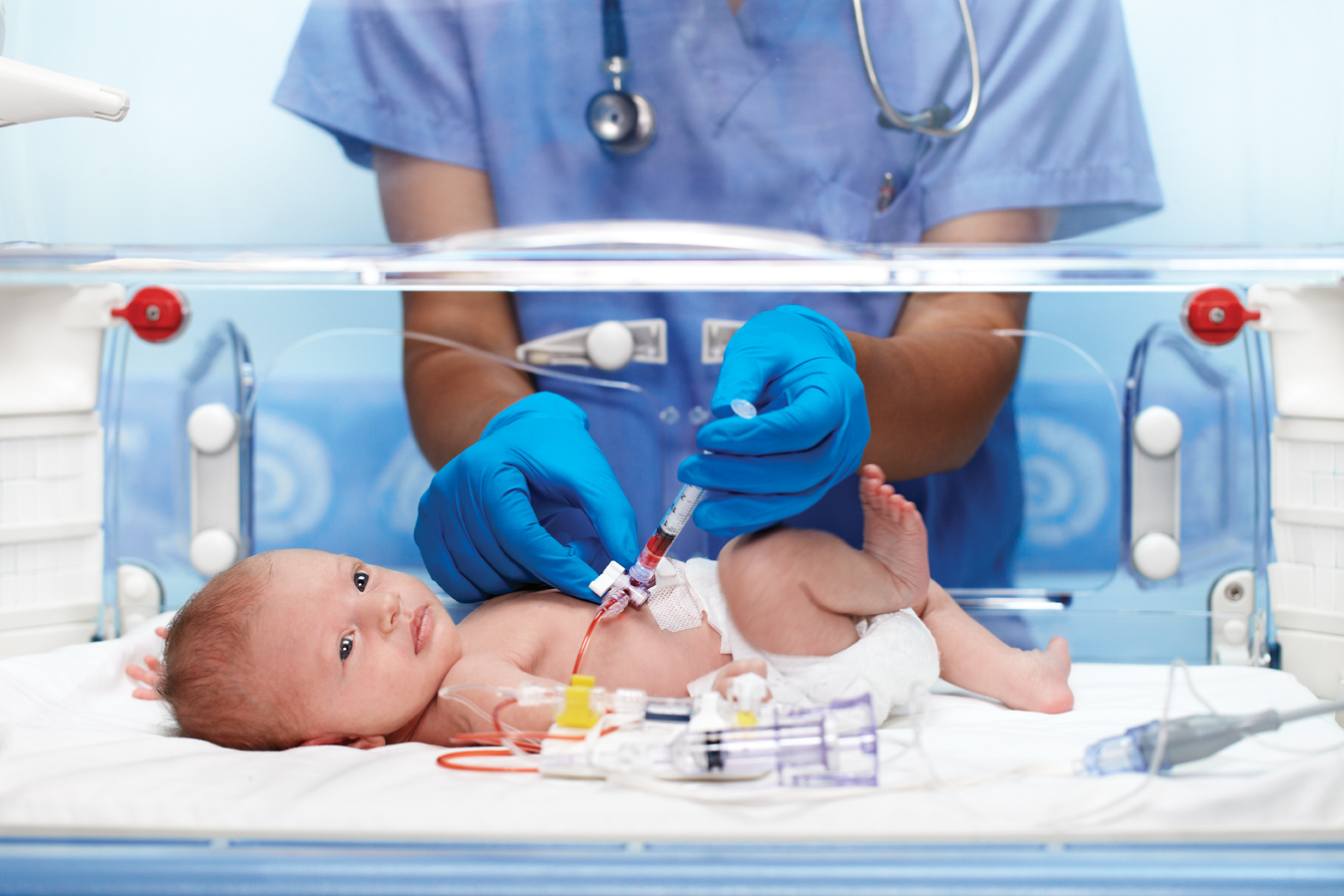
保育器内の赤ちゃんから採血

## 関連記事
- 脅迫早産
- 未熟児